# Valérie de Gasparin
Pour les articles homonymes, voir Gasparin et Boissier.
Valérie de Gasparin, née Catherine-Valérie Boissier le 13 septembre 1813 à Genève et morte le 16 juin 1894 à Pregny, est une femme de lettres suisse. Consciente des inconvénients de la condition des religieuses hospitalières catholiques, elle crée, en 1859, la première école laïque de gardes-malades au monde.

## Biographie
Valérie de Gasparin est la fille d'Auguste-Jacques Boissier, grand propriétaire foncier, et de Caroline Boissier-Butini, pianiste et compositrice. Valérie et son frère, Edmond, bénéficient d'une instruction de haut niveau, dispensée par le pasteur luthérien Jean-Louis Valette au sein de la maison familiale appelée Le Manoir. Cette demeure, gentilhommière du XVe siècle-XVIIe siècle située à Valeyres-sous-Rances, près d'Orbe, acquise par la famille, avait servi de refuge pendant la Révolution française.
Après deux années de voyage en France et en Italie, Valérie Boissier commence sa carrière littéraire en publiant trois nouvelles, sous le pseudonyme d'Antoine Goru. S'ensuivront plus d'une trentaine de publications, sous la forme d'essais, de récits, de romans ou encore de recueils de poésie.
En 1836, à la suite du décès de sa mère, elle se convertit au Réveil, mouvement évangélique issu du protestantisme. Les questions théologiques demeureront sa vie durant au centre de ses préoccupations.
En 1837, elle épouse le comte Agénor de Gasparin, homme politique français d'origine corse, lui-même protestant convaincu, qui, après exercé diverses fonctions publiques en France, embrasse une carrière d'écrivain. Il publie plusieurs essais sur le christianisme et le protestantisme. Le couple s'installe à Paris, où Agénor est maître des requêtes au Conseil d'État français, avant d'être élu, en 1842, député de l'arrondissement de Bastia.
En 1847, le couple entreprend un périple en Grèce, en Égypte et à Jérusalem, aventure dont elle publiera le récit. Rentrés en 1848, ils s'occupent de l'éducation de leurs neveux et nièces, Agénor et Caroline Boissier, devenus orphelins. Le couple de Gasparin réside désormais à Valeyres-sous-Rances, dans le canton de Vaud.
Entre 1854 et 1855, Valérie de Gasparin écrit Des corporations monastiques au sein du protestantisme, ouvrage dans lequel elle critique l'institution des diaconesses protestantes. Elle voit là une émanation de l'esprit monastique propre au catholicisme. La controverse opposant Valérie de Gasparin au pasteur Louis Germond, fondateur de l'institution des diaconesses de Saint-Loup, durera une dizaine d'années. Au travers de différents écrits, Valérie de Gasparin reproche certains aspects du fonctionnement propre à l'institution des diaconesses : l'obligation de soumission à la direction de l'ordre, qui nuirait selon elle à la responsabilité et à la liberté individuelle devant Dieu, la norme du célibat, ainsi que le port du costume et le titre de sœur, qui seraient trop marqués de l'empreinte des congrégations hospitalières catholiques. De plus, prenant le contre-pied du vœu de pauvreté prononcé par les diaconesses, elle plaide pour une rétribution des gardes-malades, garante d'une capacité d'autodétermination et d'émancipation.
Soucieuse de conduire une action de bienfaisance dans une démarche spécifiquement protestante, elle crée, en 1858, l'Asile des bains d'Yverdon, pour accueillir les personnes d'origine modeste atteintes d'affections rhumatismales. Elle réalise son œuvre majeure l'année suivante, en 1859, avec la création de la première école laïque de gardes-malades au monde, l'École de La Source qui deviendra, en 2002, l'Institut et Haute École de la Santé La Source, membre du réseau HES-SO.
Après la mort de son mari, en 1871, Valérie de Gasparin se voue entièrement au travail d'écriture, publiant également des traductions de romans anglais. Quelques années avant son décès, dans le souci de pérenniser son école, elle la transforme en fondation, la dotant d'un capital ainsi que d'un comité de fondation et d'une direction.

Valérie de Gasparin meurt à Pregny, dans sa maison de maître « Le Rivage », le 16 juin 1894.

## Hommage
En 2016, les hôpitaux universitaires de Genève confèrent son nom à l'un de leurs bâtiments.
Une rue de Genève, l'Avenue De-Gasparin, porte son nom depuis le 21 mai 1980.
La maison où Valérie Boissier naquit, dans l'enceinte de la vieille ville, au 12 place du Mézel à Genève, porte une plaque commémorative.

## Publications principales
- Nouvelles (sous le pseudonyme d'Antoine Goru). Paris : Urbain Canel et Adolphe Guyot, 1833
- Voyage d'une ignorante dans le midi de la France et l'Italie. Paris : Paulin, 1835.
- Le mariage du point de vue chrétien. Paris : Ducloux, 1843.
- Allons faire fortune à Paris ! Paris : L-R. Delay, 1844.
- Un peu de gros bon sens ou La question des Ministres discutée dans un village. Lausanne : Imp. Bonamici et Cie, 1845.
- Il y a des pauvres à Paris et ailleurs. Paris : L-R. Delay, 1846.
- Journal d'un voyage au Levant. Grèce ; l'Égypte et la Nubie ; le désert et la Syrie. Paris : Ducloux, 1848.
- Lettre au rédacteur de « L'Avenir » sur les institutions modernes de sœurs et de frères protestants. Lausanne : Imp. Genton, 1849.
- Troisième et quatrième lettres au Rédacteur de « L'Avenir » sur les institutions modernes de sœurs et frères protestants. Lausanne : Imp. Genton, Luquiens et Cie, 1850.
- Cinquième et sixième lettres au Rédacteur de « L'Avenir » sur les institutions modernes de sœurs et frères protestants. Lausanne : Imp. Genton, Luquiens et Cie, 1850.
- Septième et huitième lettres au Rédacteur de « L'Avenir » sur les institutions modernes de sœurs et frères protestants. Lausanne : Imp. Genton, Luquiens et Cie, 1850.
- Un récit de l'Ancien Testament ou la Parole de Dieu et la parole de l'homme. Toulouse : société des livres religieux, 1852.
- Quelques défauts des chrétiens d'aujourd'hui. Paris : Grassart ; Genève : E. Reroud, 1853.
- Appel à la bienfaisance publique. Montargis : Imp. De Chrétien, 1954.
- Des corporations monastiques au sein du protestantisme. Paris : Librairie Meyrueis et Cie, tome 1, 1855.
- Les horizons prochains. Paris : Michel Lévy Frères, 1858.
- Les horizons célestes. Paris : Michel Lévy frères, 1859.
- Vesper. Paris : Michel Lévy frères, 1861.
- Les tristesses humaines. Paris : Michel Lévy frères, 1863.
- Camille. Paris : Michel Lévy frères, 1866.
- La chanson des vautours, poésie. Genève : Georg, 1870.
- Sept hommes. Lausanne : Imer et Lebet, 1873.
- Une âme prisonnière aux prisonniers. Lyon : Denis, 1872
- Jésus, quelques scènes de sa vie terrestre. Paris, Calmann Lévy, 1885.
- Dans les prés et sous les bois. Paris : Calmann Lévy, 1890.
- Quelques pensées. Paris : Calmann Lévy, 1892.
- Et Sonador. Paris : Calmann Lévy, 1893.
- La femme et le mariage, dédié aux jeunes femmes du monde. Paris : Fischbacher, 1895.